# Neighborhood 1 (Tunnels)
"Neighborhood #1 (Tunnels)" là một bài hát của ban nhạc rock Canada Arcade Fire từ album phòng thu đầu tay của họ, Funeral. Bài hát là phần đầu trong bốn phần "Neighborhood" của Funeral.
"Tunnels" là đĩa đơn đầu tiên của ban nhạc, phát hành ngày 20 tháng 6 năm 2004, dưới dạng 7" vinyl. Mặt B của đĩa đơn là bài hát "My Buddy" của Alvino Rey. Rey là ông ngoại của Win và William Butler, hai thành viên Arcade Fire.
Vào tháng 8 năm 2009, bài hát được đặt ở vị trí #10 trên danh sách "Top 500 Bài hát Thập kỷ 2000" bởi Pitchfork Media.

## Danh sách bài hát
7" single
1. "Neighborhood #1 (Tunnels)" - 4:48
2. "My Buddy" (Alvino Rey Orchestra, live radio broadcast, 1940) - 2:32

## Thành phần tham gia
Arcade Fire
- Win Butler - hát, Guitar điện Jaguar
- Regine Chassagne - hát phụ, trống
- Richard Reed Parry - piano, hát phụ, organ, kỉ thuật, thu âm
- Tim Kingsbury - bass, hát phụ
- Howard Bilerman - Guitar điện, kỉ thuật, thu âm
- Will Butler - bộ gõ, hát phụ

Nghệ sĩ khác
- Sarah Neufeld – violin, sắp xếp bộ dây
- Owen Pallett – violin, sắp xếp bộ dây
- Michael Olsen – cello
- Pietro Amato – kèn cor
- Anita Fust – hạc cầm

## Liên kết ngaòi
- Merge Records: Arcade Fire Discography

Bản mẫu:Arcade Fire